# 塩谷朝綱
塩谷朝綱は、下野の豪族。
前九年の役において、戦勝を祈念しその功により宇都宮座主に任ぜられた。宇都宮宗円の孫で、関白・太政大臣藤原道兼の流れを汲む（藤原北家道兼流）。また中右記の著者、野口実は 園城寺（三井寺）の僧侶に「宗円」という僧侶が登場することを指摘した上で、同記を根拠として道兼の弟である藤原道長の流れを汲み、道長の孫である藤原俊家（中御門流）の子で三井寺に入っていたとする説（藤原北家道長流）も存在する。